# Specialbibliotek
Specialbibliotek utgör en del av forskningsbiblioteken och de kan ha uppgifter av vitt skilda slag. Många gånger har de i uppdrag att tillgängliggöra och bevara alla medier inom sitt specialområde.
Specialbiblioteken är ofta knutna till myndigheter, arkiv eller museer. Det finns 40 specialbiblioteksorganisationer i Sverige som är offentligt finansierade, minst halvtidsbemannade och på något sätt tillgängliga för allmänheten. 

## Exempel på offentligt finansierade specialbibliotek[1]
- Ajtte, svenskt fjäll- och samemuseum, biblioteket
- Arbetarrörelsens arkiv och bibliotek
- ArkDes
- Armémuseum, biblioteket
- Biblioteket på Eksjö museum
- Bohusläns museum
- Centrum för informationssökning på Läkemedelsverket
- Finlandsinstitutet
- Flygvapenmuseum
- FMV, bibliotek Forum för levande historia
- Göteborgs Stadsmuseum biblioteket
- Havs- och vattenmyndigheten, biblioteket Institutet för språk och folkminnen
- Jamtli museum
- Jönköpings läns museum
- Kalmar läns museum biblioteket
- Konstbiblioteket/Nationalmuseum och Moderna Museet
- Kulturparken Småland
- Akademien för de fria konsterna, biblioteket
- Skogs och lantbruksakademin, biblioteket
- Livsmedelverkets bibliotek
- Musik- och teaterbiblioteket
- Mångkulturellt centrum
- Nordiska Afrikainstitutets bibliotek
- Nordiska museets bibliotek
- Patent- och registreringsverkets bibliotek
- Postmuseum
- Riksantikvarieämbetet -Vitterhetsakademiens bibliotek
- Riksarkivet
- Riksdagsbiblioteket
- Samernas bibliotek, Sametinget
- SIPRI Library and Documentation Department
- Statens maritima museer, biblioteken
- Stockholms stadsarkiv
- Svenska barnboksinstitutets bibliotek
- Svenska filminstitutets bibliotek
- Totalförsvarets forskningsinstitut, FOI, biblioteket
- VTI Statens väg- och transportforskningsinstitut. BIC
- Östergötlands museums bibliotek

## Exempel på privata specialbibliotek
Judiska biblioteket, tillhör judiska församlingen i Stockholm
Svenska Akademiens Nobelbibliotek

## Exempel på nedlagda specialbibliotek
Statens psykologisk-pedagogiska bibliotek, SPPB, Stockholm, var tidigare ett nationellt forskningsbibliotek inom ämnesområdena psykologi och pedagogik. Det hade sitt ursprung i det 1885 bildade Pedagogiska biblioteket. SPPB fick ställning som egen myndighet 1988 och blev 1991 ansvarsbibliotek för sina områden. Sedan 2003 ingår samlingarna i Stockholms universitetsbibliotek.